# شهرستان سرایان
شهرستان سرایان در شمال غربی استان خراسان جنوبی واقع است. شهرستان سرایان از غرب به شهرستان فردوس، از شمال به بخش کاخک شهرستان گناباد، از شرق به بخش سده شهرستان قائنات، از جنوب و جنوب شرق به بخش خوسف شهرستان بیرجند و از جنوب غربی به بخش دیهوک شهرستان طبس محدود می‌شود. مرکز این شهرستان، شهر سرایان است.
این شهرستان تا مردادماه ۱۳۸۴ جزء بخش‌های سه‌گانه شهرستان فردوس بود که در این سال به صورت شهرستان مستقل درآمد و به استان خراسان جنوبی ملحق شد. . شهرستان سرایان دارای یکی از بهترین عیار کیفیت زعفران در جهان است .

## جمعیت
بر پایه سرشماری عمومی نفوس و مسکن در سال ۱۳۹۵ جمعیت این شهرستان ۳۵۰۰۰ نفر (در ۱۰٫۳۲۹ خانوار) بوده است.

## تقسیمات کشوری
- بخش آیسک با جمعیت ۲۳٬۳۰۲ نفر
  - دهستان آیسک
  - دهستان مصعبی

شهرها: سرایان و آیسک
- بخش سه‌قلعه با جمعیت ۱۱٬۳۳۴ نفر
  - دهستان دوکوهه
  - دهستان سه‌قلعه

شهرها: سه‌قلعه